# La Drôme Classic
Royal Bernard Drôme Classic er et fransk cykelløb som blev arrangeret for første gang i 2014. Løbet er rangeret som 1.Pro af UCI og er en del af UCI ProSeries. 

## Vindere
| År            | Vinder             | Toer               | Treer              |
| ------------- | ------------------ | ------------------ | ------------------ |
| 2013 : aflyst |                    |                    |                    |
| 2014          | Romain Bardet      | Sébastien Delfosse | Gianni Meersman    |
| 2015          | Samuel Dumoulin    | Fabio Felline      | Sébastien Delfosse |
| 2016          | Petr Vakoč         | Jan Bakelants      | Arthur Vichot      |
| 2017          | Sébastien Delfosse | Arthur Vichot      | Jan Bakelants      |
| 2018          | Lilian Calmejane   | Jhonatan Narváez   | Bob Jungels        |
| 2019          | Alexis Vuillermoz  | Valentin Madouas   | Warren Barguil     |
| 2020          | Simon Clarke       | Warren Barguil     | Vincenzo Nibali    |
| 2021          | Andrea Bagioli     | Daryl Impey        | Mikkel Honoré      |
| 2022          | Jonas Vingegaard   | Guillaume Martin   | Benoît Cosnefroy   |
| 2023          | Anthony Perez      | Rui Costa          | Andrea Bagioli     |
| 2024          | Marc Hirschi       | Juan Ayuso         | Maxim Van Gils     |
| 2025          | Juan Ayuso         | Mattias Skjelmose  | Ben Tulett         |